# Sitio de Hiuchi
Hiuchiyama (火打ち山) era una de las fortalezas de Minamoto no Yoshinaka en la provincia de Echizen, Japón. En abril y mayo de 1183, una fuerza del Clan Taira dirigida por Taira no Koremori atacaron la fortaleza.
La fortaleza fue construida sobre riscos rocosos, y bien defendida, el clan Minamoto incluso había construido una presa para crear un foso. Sin embargo, un traidor dentro de la fortaleza disparó un mensaje atado a una flecha, al campamento Taira, y que reveló una forma de atravesar el foso y drenar el agua. El castillo pronto cayó a los Taira, pero Minamoto no Yoshinaka y muchas de sus fuerzas lograron escapar